# Гончар, Николай Николаевич
Никола́й Никола́евич Гонча́р (род. 18 октября 1946, Мурманск, РСФСР, СССР) — советский и российский государственный и политический деятель.
Депутат Государственной думы II, III, IV, V, VI, VII созывов. Член фракции «Единая Россия», член комитета Госдумы по бюджету и налогам, член комиссии по рассмотрению расходов федерального бюджета, направленных на обеспечение национальной обороны, национальной безопасности и правоохранительной деятельности (1995—2021).

## Биография
Родился в Мурманске 18 октября 1946 года. В 1972 году закончил Московский энергетический институт (МЭИ), после чего работал в НИИ. Был членом ВЛКСМ, затем — КПСС. В 1982 году был заместителем председателя исполкома Бауманского районного совета города Москвы. Был секретарем Бауманского райкома КПСС.
С 19 июня 1991 года по 7 октября 1993 года — председатель Московского городского Совета народных депутатов 21 созыва. С 1993 года член Совета Федерации Федерального собрания Российской Федерации. Избирался депутатом Государственной Думы II, III, IV, V, VI, VII созывов. В 2013 году избран секретарем московского отделения Единой России, сменив на посту Ирину Белых.
18 сентября 2016 года в очередной раз избран депутатом Госдумы VII созыва по Центральному одномандатному округу № 208 г. Москвы. На выборах 2021 не выдвигался, депутатом в округе был избран Олег Леонов.

## Законотворческая деятельность
С 1995 по 2021 год, в течение исполнения полномочий депутата Государственной Думы  II, III, IV, V, VI, VII созывов, выступил соавтором 95 законодательных инициатив и поправок к проектам федеральных законов.

## Личная жизнь
Женат, имеет дочь. Доход Гончара за 2011 год по официальным данным составил 3,8 млн рублей. Ему принадлежат два земельных участка общей площадью более 2,8 тыс. квадратных метров, две квартиры и жилой дом. Доход и состояние супруги в декларации не указаны.

## Награды
- Орден Дружбы (2006)[9];
- Почётная грамота правительства Российской Федерации (2008)[10];
- Орден «За заслуги перед отечеством» IV степени (2011)[11];
- Благодарность Правительства Российской Федерации (2019)[12]